# 華麗なる賭け
『華麗なる賭け』（かれいなるかけ、The Thomas Crown Affair）は、スティーブ・マックイーン主演によるアメリカの強盗サスペンス映画。
日本での公開は1968年。その年、アカデミー主題歌賞を受賞（「風のささやき」、唄: ノエル・ハリソン）。
1999年には、ピアース・ブロスナン主演で同名（邦題は『トーマス・クラウン・アフェアー』）のリメイク版も制作されている。

## あらすじ
大富豪トーマス・クラウン（スティーブ・マックイーン）は、実業家として忙しく働く一方、泥棒に関しては、異常な才能と情熱を持っている。
ある日、クラウンは5人の部下を従え、ボストンの銀行を襲撃、260万ドルの現金をやすやすと手にした。ボストン市警察のマローン警部補（演、ポール・バーク）は、保険調査員のビッキー（演、フェイ・ダナウェイ）に調査を依頼、ビッキーは、クラウンを黒幕と見抜き、彼に接近していく。

## 主なスタッフ
- 製作・監督: ノーマン・ジュイソン
- 音楽: ミシェル・ルグラン
- 脚本: アラン・R・トラストマン
- 撮影: ハスケル・ウェクスラー
- 提供: ユナイテッド・アーティスツ

## キャスト
| 役名                     | 俳優                     | 日本語吹替 | 日本語吹替                                                                                           |
| 役名                     | 俳優                     | TBS版 | フジテレビ版                                                                                         |
| ------------------------ | ------------------------ | --- | --- |
| トーマス・クラウン       | スティーブ・マックイーン | 城達也 | 宮部昭夫                                                                                             |
| ヴィッキー・アンダーソン | フェイ・ダナウェイ       | 平井道子 | 平井道子                                                                                             |
| エディ・マローン         | ポール・バーク           | 木村幌 | 羽佐間道夫                                                                                           |
| アーウィン・ウィーバー   | ジャック・ウェストン     | 飯塚昭三 | 兼本新吾                                                                                             |
| エーブ                   | アディソン・パウエル     | 緑川稔 | 村松康雄                                                                                             |
| カール                   | ヤフェット・コットー     | | 飯塚昭三                                                                                             |
| ジェイミー・マクドナルド | ゴードン・ピンゼント     | | 納谷六朗                                                                                             |
| グウェン                 | アストリッド・ヒーレン   | | 高島雅羅                                                                                             |
| キャロル                 | キャロル・コーベット     | | 竹口安芸子                                                                                           |
| ハニー                   | ペグ・シャーリー         | | 藤夏子                                                                                               |
| 支店長                   | ブルース・グローヴァー   | | 平林尚三                                                                                             |
| ジョン                   | ジョン・オーチャード     | | 国坂伸                                                                                               |
| 不明 その他              | N/A                      | 加藤正之 玄田哲章 村松康雄 嶋俊介 国坂伸 日比野美佐子 小島敏彦 峰恵研 広瀬正志 遠藤晴 古川登志夫 高橋ひろ子 藤本譲 信澤三恵子 巴菁子 宮本和男 | 仲木隆司 木原正二郎 加藤正之 城山堅 石井敏郎 鈴木れい子 塚田正昭 巴菁子 森茂樹 藤城裕士 日比野美佐子 |
| 日本語版制作スタッフ     |                          | | |
| 演出                     | 演出                     | 佐藤敏夫 | 斎藤敏夫                                                                                             |
| 翻訳                     | 翻訳                     | 木原たけし | 飯嶋永昭                                                                                             |
| 効果                     | 効果                     | 遠藤堯雄 桜井俊哉 | 赤塚不二夫                                                                                           |
| 調整                     | 調整                     | 山下欽也 | 横路正信                                                                                             |
| 制作                     | 制作                     | 東北新社 | 東北新社                                                                                             |
| 解説                     | 解説                     | 荻昌弘 | 高島忠夫                                                                                             |
| 初回放送                 | 初回放送                 | 1975年4月21日 『月曜ロードショー』 | 1980年11月14日 『ゴールデン洋画劇場』                                                                |

※フジテレビ版は権利元が音源を紛失しており、20世紀フォックス ホーム エンターテインメント発売のソフト収録時は視聴者から提供された音源を収録（正味約94分）。その後当時の放送素材が見つかり、『午後のロードショー』等で使用された。
※2025年4月25日、角川より発売のDVD・BDには上記のフジテレビ版のほかTBS版が追加収録された。

## 音楽
- サウンドトラック - ミシェル・ルグラン作曲指揮、1968年リリース。

### 主題歌
- 「風のささやき」、唄: ノエル・ハリソン

## DVD
アメリカ版ではビスタサイズとTVサイズが両面で収録されているものが発売されているが、日本では2009年夏に20世紀フォックス ホーム エンターテイメント ジャパンより発売された。